# Im Kamp
Im Kamp ist eine Hofschaft in Radevormwald im Oberbergischen Kreis im nordrhein-westfälischen Regierungsbezirk Köln in Deutschland.

## Lage und Beschreibung
Die Hofschaft liegt im Norden des Stadtgebiets, unmittelbar neben der benachbarten Hofschaft Fuhr. Weitere Nachbarorte sind Sondern, Altenhof, Eistringhausen, Önkfeld und Oberönkfeld.
Im Kamp liegt an der Kreisstraße 6 und ist von dieser über eine Nebenstraße zu erreichen. Eine weitere Wegverbindung besteht über die Hofschaft Fuhr an die Landesstraße 130. Zwischen Fuhr und Im Kamp entspringt der in den Eistringhauser Bach mündende Fuhrer Bach.

## Politik und Gesellschaft
Bezüglich der politischen Vertretung ist Im Kamp dem Wahlbezirk 170 und dem Stimmbezirk 173 in Radevormwald zugeordnet.

## Geschichte
1502 wurde der Ort erstmals urkundlich erwähnt. „Im Campe“ ist in Kirchenrechnungen der reformierten Kirchengemeinde in Radevormwald jener Zeit aufgelistet.
1815/16 besaß der Ort 15 Einwohner. 1832 gehörte der Ort zum Kirchspiel Remlingrade des ländlichen Außenbezirks der Bürgermeisterei Radevormwald. Der laut der Statistik und Topographie des Regierungsbezirks Düsseldorf als Weiler kategorisierte Ort besaß zu dieser Zeit zwei Wohnhäuser. Zu dieser Zeit lebten 28 Einwohner im Ort, fünf katholischen und 23 evangelischen Glaubens. 1888 sind in dem Gemeindelexikon der Rheinprovinz vier Wohnhäuser mit 22 Einwohnern verzeichnet.